# کرملی‌های پابرهنه
کَرمِلی‌های پابرهنه، یا کارمِلیت‌های پابرهنه، (به انگلیسی: Carmelites) فرقه کاتولیکی درویشانه یا گدامنش است که ریشه در سنت‌های زاهدانه‌ای دارد که از پدران و مادران صحرا منشأ گرفته‌اند. این فرقه در سال ۱۵۹۳ تأسیس شد، و بر طبق قوانین وضع شده برای راهبان یا راهبه‌گان کرملی توسط دو تن از مقدسان اسپانیایی، سنت ترزای آبیلا (آوایلا) و سنت جان صلیبی، دستخوش یک رفرم اصلاحی گردید.
هم‌اکنون فرقه کرملی‌های پابرهنه با عنوان اختصاری «O.C.D» شناخته می‌شود، که حرف "o" در آن به کلمه "old"، به معنی «قدیمی»، مربوط است و به شاخه‌ای قدیمیتر از این فرقه که همان کرملی‌های باستانی هستند، اشاره دارد. این شاخه از کارملی‌ها، گاهی نیز «کارملی‌های اُ» یا: «O. Carm» خوانده می‌شود. شعبه سکولار این فرقه نیز وجود دارد که با عنوان کارملی‌های پابرهنه سکولار شهرت دارد. شاخه سکولار کارملی‌های پابرهنه، که قبلاً به عنوان فرقه سوم شناخته می‌شد، گاهی با عنوان اختصاری "OCDS" نیز خوانده می‌شود که حرف "s" در آن از کلمه "secular" گرفته شده‌است.

## شرح
کرملی‌های پابرهنه (Discalced Carmelites)، فرقه‌ای از کاتولیک‌های درویش مسلک رومی، که در انگلستان به نام راهبان سفید خوانده می‌شوند. اینان به هنگام جنگ‌های صلیبی، در کوه کرمل در فلسطین پیدا شدند. آیین کارشان [یا راه و رسم آیین آنها]، در سال‌های ۱۲۰۶ و ۱۲۱۴ میلادی توسط سنت آلبرت پاتریارک [در] اورشلیم نوشته شد و در سال ۱۲۲۶ میلادی مورد تصویب پاپ هورنیوس سوم قرار گرفت. کرملی‌ها روزگار به پارسایی و درویشی می‌گذراندند.

## تاریخچه
در قرن شانزدهم میلادی، و با اقدامات سنت ترزا آوایلا یا همان ترزا آبیلای مقدس، اصلاحات بطئی، یا همان رفرم با خود او آغاز گردید. این زن یک نذر یا عهد و پیمان دائمی پدیدآورد که بواسطه آن برای همیشه امکان دنبال کردن کامل‌ترین شکل این مکتب به وجود بیاید و همچنین به به حل و فصل قوانین مربوط بدان پرداخت تا آن را به کاملترین شکلی که او می‌توانست، درآورد. گروهی از راهبه‌ها که در یک شب از سپتامبر سال ۱۵۶۰ در حجرهٔ او گرد هم جمع شده بودند، از سنت‌های بدوی و اولیه بناشده توسط او و از سَنت پیتر آلکانتارا، که پیشنهاد تأسیس صومعه‌ای از نوع زاهدانه را داده بود، برای انجام نخستین اصلاحات در فرقه پابرهنه‌ها، الهام گرفتند. در ۲۴ اوت ۱۵۶۲، صومعه جدید که به سنت جوزف اختصاص داشت، تأسیس شد. سپس در دوروئلو، سن جان صلیبی و سن آنتونی عیسوی، نخستین خانقاه مربوط به برادران پابرهنه را، در نوامبر ۱۵۶۸ پایه‌گذاری نمودند.
برای یک کارملیت (راهب یا راهبه کرملی)، نیایش کردن، یک پدیدهٔ عمیق دینی و مذهبی به‌شمار می‌رود. این راهنمایی، از آموزه‌ها و تجارب مربوط به سنت ترزا آبیلا و سنت جان صلیبی و همچنین سایر مقدسانی که مراحل این آیین را بدنبال آن دو پیموده‌اند، است. از جمله این مقدسان می‌توان به افرادی مانند: ترزه کودک عیسوی و چهره مقدس، الیزابت هدایت یافته از ترینیتی، سنت ترزای آندی، و همین‌طور مقدسان شهیدی مانند ادیت استین (سنت ترزا بندیکتای صلیبی)، ژاک پره و شانزده شهید کامپی ین اشاره نمود.
برای آن که محیط خانه برای نیایش مناسب شود، هر روز در این آیین به بهره‌مندی از سکوت توصیه شده‌است. افزون بر این، بر اساس مراسم روزانه‌ای که در مناجات نامه [مجموعه‌ای از دعاهای روزانه که بر اساس توصیه کلیسای کاتولیک، در ساعات متعارفی از شبانه روز توسط روحانیون یا غیر روحانیون، خوانده می‌شود] سفارش شده‌است، در هر روز دو ساعت وقت نیز، برای نماز در کنار سکوت بی‌وقفه در نظر گرفته شده‌است. تعادل زندگی نیز، در آیین‌های این مکتب رعایت شده‌است: زندگی اجتماعی عادی و با خوشرو بودن و بسیار خندیدن دور میز غذا و به هنگام تفریحات سالم مشخص می‌شود. جوامع پایبند بدین آئین نسبتاً کوچک نگه داشته شده‌اند تا جو خواهری و برادری و اشتراک و تعاون میان آنان تقویت گردد.
در حالتی که خواهران روحانی یک زندگی محصور و توأم با محدویت را سپری می‌کنند، راهبگان زندگی را می‌گذرانند که هم بر پایه فکر و عقیده بنا شده و هم مطابق با رسالتی است که آنان در تقلید از زندگی مسیح دارند، چرا که مسیح نیز، در عین اینکه به نیایش در صحرا مشغول بود، به انبوهی از انسا ن‌ها شفقت و مهربانی می‌ورزید. تأمّل در زندگی آن‌ها نشان از آن دارد که خدمات ارائه شده از جانب آنان، در درجه اول همان خدماتی است که برای تمامی کلیساها طراحی شده‌است. همچنین زندگی در این مرام، بر مبنای تعهد جدی به نظم و انضباط دقیق و گسترده بنا شده‌است و این نظم و انضباط بر اساس مطالعات بیشتر و توسعه دانشی حاصل می‌شود که بر قلب انسان الهام می‌گردد. قلبی که با حساسیت زیاد شخصی مشخص می‌شود.

## کرملی‌های پابرهنه در ایران
سیریل الگود در کتاب تاریخ پزشکی ایران و سرزمین‌های خلافت شرقی، در فرازهایی از کتاب خویش به جنبه‌هایی از حضور و اقدامات کرملی‌های پابرهنه در ایران، طی قرن هفدهم اشاره کرده‌است. وی از جمله از ژوزف لابروس نام می‌برد که بعد از ورود به جرگه کرملی‌های پابرهنه و مدتی اقامت در فرانسه و رم، به ایران می‌آید و در اصفهان به کرملی‌های دیگری که در این شهر بوده‌اند، می‌پیوندد. وی در رشته طب به تحصیل می‌پردازد و ضمن استفاده از دانش خود برای تبلیغ مسیحیت و عقاید کرملی‌های پابرهنه در ایران، پیرامون طب سنتی و گیاهان دارویی ایرانی اطلاعات گسترده‌ای می‌آموزد که بعدها این اطلاعات را در کتابی موسوم به فارماکوپئا پرسیکا، در پاریس انتشار می‌دهد.
استراچان طبیب مسیحی که در فاصله سال‌های ۱۶۲۰ تا ۱۶۲۲ میلادی امور میسیون‌های کرملی را سرپرستی می‌کرد تعداد شصت و یک جلد از کتاب‌ها و رسالات منحصربه‌فرد طب اسلامی را که به زبان‌های عربی و فارسی و ترکی بودند از ایران خارج و طبق وصیت‌نامه‌ای این نسخ را به صومعه کرملی در رم واگذار کرد. بر اساس گزارشی مستند که در سال ۱۹۹۲ انتشار یافته تنها سه جلد از این کتاب‌ها در کتابخانهٔ ناپل و تعدادی دیگر در موزه بریتانیا [با نام استراچان] موجود است و از سرنوشت بقیهٔ آن‌ها که تصور می‌شود حاوی اطلاعاتی بدیع پیرامون طب اسلام و ایران باشند؛ اطلاعی در دست نیست.